# Ожика Форстера
Ожика Форстера (лат. Luzula forsteri) — вид цветковых растений рода Ожика (Luzula) семейства Ситниковые (Juncaceae).

## Распространение и экология
В природе ареал вида охватывает материковую часть Европы, Крым и северные районы Передней Азии.
Произрастает в лесах предгорий.

## Ботаническое описание

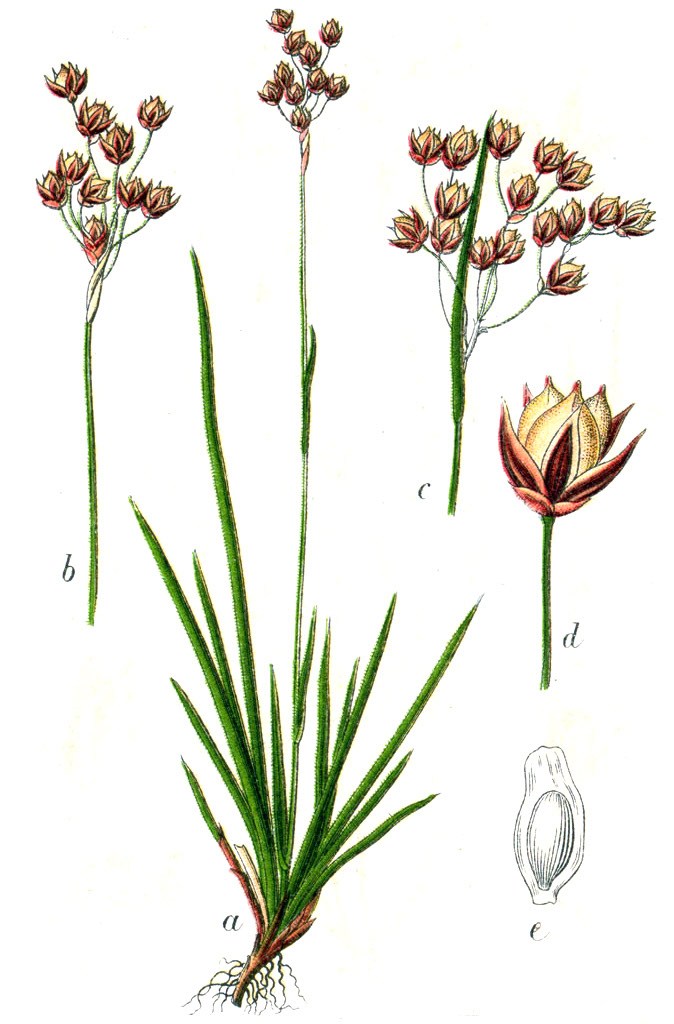

Многолетнее густодернистое растение. Стебли тонкие, высотой 20—40 см, высоко облиственные, у основания одетые пурпурово-фиолетовыми, наверху мозолистыми, безлистными влагалищами.
Листья плоские, линейные, быстро заострённые, шириной 1,5—3 (до 5) мм, по краю и в устье влагалища волосистые.
Соцветие зонтиковидно-метельчатое, с вверх торчащими, ветвящимися и тонкими веточками, прицветный лист в 2—3 раза короче соцветия. Цветки длиной 3,5—4,5 (до 5) мм, одиночные; прицветники яйцевидные, острые, ресничато-бахромчатые, красноватые, кверху бело-плёнчатые, равные почти половине околоцветника; листочки околоцветника ланцетные, равные, или внутренние несколько длиннее, остисто-заострённые, каштановые, по краю нешироко бело-перепончатые. Тычинки в числе шести, длиной около 2 мм, пыльники линейные.
Плод — коробочка широкояйцевидно-коническая, желтовато-зелёная, наверху с шипом, короче околоцветника или, реже, несколько его превышающая. Семена продолговато-яйцевидные, красновато-каштановые, длиной 2—2,5 мм, с коротким прямым придатком.
Плодоношение в июне.

## Таксономия
Вид Ожика Форстера входит в род Ожика (Luzula) семейство Ситниковые (Juncaceae) порядка Злакоцветные (Fagales).
|  |                                      |  |                                                             |                                                             |                      |  | ещё 15 семейств (согласно Системе APG II) | ещё 15 семейств (согласно Системе APG II) |                    |  |  |  | ещё около 140 видов |
|  |                                      |  |                                                             |                                                             |                      |  | ещё 15 семейств (согласно Системе APG II) | ещё 15 семейств (согласно Системе APG II) |                    |  |  |  | ещё около 140 видов |
|  |                                      |  |                                                             | порядок Злакоцветные                                        |                      |  |                                           |                                           | род Ожика          |  |  |  |                     |
|  |                                      |  |                                                             | порядок Злакоцветные                                        |                      |  |                                           |                                           | род Ожика          |  |  |  |                     |
|  | отдел Цветковые, или Покрытосеменные |  |                                                             |                                                             | семейство Ситниковые |  |                                           |                                           | вид Ожика Форстера |  |  |  |                     |
|  | отдел Цветковые, или Покрытосеменные |  |                                                             |                                                             | семейство Ситниковые |  |                                           |                                           |                    |  |  |  |                     |
|  |                                      |  | ещё 44 порядка цветковых растений (согласно Системе APG II) | ещё 44 порядка цветковых растений (согласно Системе APG II) |                      |  |                                           | ещё 6 родов                               | ещё 6 родов        |  |  |  |                     |
|  |                                      |  |                                                             | ещё 44 порядка цветковых растений (согласно Системе APG II) |                      |  |                                           |                                           | ещё 6 родов        |  |  |  |                     |